# Čelovce (Banská Bystrica)
|  | No s'ha de confondre amb Čelovce (Prešov). |

Čelovce és un poble i municipi d'Eslovàquia. Es troba a la regió de Banská Bystrica.

## Història
La primera menció escrita de la vila es remunta al 1295.

## Demografia
| Godina             | 1994 | 2004    | 2014   | 2024   |
| ------------------ | ---- | ------- | ------ | ------ |
| Nombre de persones | 367  | 442     | 447    | 418    |
| Diferència         |      | +20,43% | +1,13% | −6,48% |

| Godina             | 2023 | 2024   |
| ------------------ | ---- | ------ |
| Nombre de persones | 424  | 418    |
| Diferència         |      | −1,41% |